# Megalomyrmex pacova
Megalomyrmex pacova är en myrart som beskrevs av Brandao 1990. Megalomyrmex pacova ingår i släktet Megalomyrmex och familjen myror. Inga underarter finns listade i Catalogue of Life.